# Köpmansgatan, Göteborg
Köpmansgatan är en gata inom stadsdelen Nordstaden i Göteborg. Den är cirka 550 meter lång, och sträcker sig från Smedjegatan till Nils Ericsonsgatan.
Gatan fick sannolikt sitt namn (Kiopmansgatun) 1621, vid stadens första stadsplan. Parallella namn har också varit Myntaregatan, efter stadens första mynthus som låg här 1630-1669 samt Claudii Kloots gata efter stadens dåvarande sekreterare (1636-1647) som troligen bodde vid gatan.